# Polydore Beaufaux

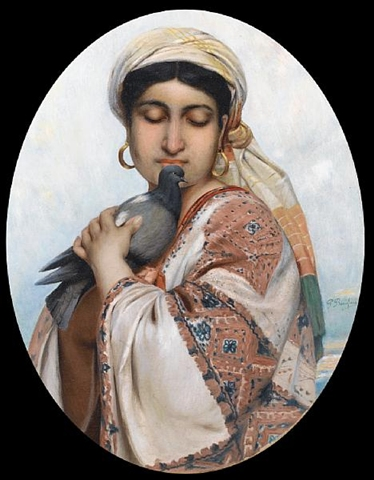
Oosters meisje met een duif (jaar onbekend)

Polydore Beaufaux (Court-Saint-Étienne, 30 november 1829 – Waver, 7 mei 1905) was een Belgisch kunstschilder.

## Levensloop
Hij studeerde van 1844 tot 1850 aan de Kunstacademie in Antwerpen bij Du Jardin, Weiser, Geerts en Jacobs. In 1857 kwam hij als laureaat uit de wedstrijd voor de Prijs van Rome voor schilderkunst. In de jaren die volgden (1859-1863) reisde hij als Romeprijsbursaal in Frankrijk (Parijs) en Italië (Rome, Florence, Napels).
In 1864 werd hij als professor aangesteld aan de Antwerpse academie voor de cursus "tekenen naar het leven". Hij bleef er les geven tot 1884. Tot zijn leerlingen behoorden Léon Abry, Léon Brunin, Franz De Vadder,  Alfred Elsen, Eugeen Joors, Albert Neuhuys, Edward Portielje, Gerard Portielje, Piet Slager sr., Leo Van Aken en Eugène Wolters.
In 1889 maakte hij een reis in Engeland. In hetzelfde jaar verliet hij Antwerpen en vestigde zich in Waver. Het jaar daarop raakte hij verlamd aan de hand waardoor hij niet meer kon schilderen.

## Oeuvre
Polydore Beaufaux schilderde historische, allegorische en Bijbelse taferelen, portretten en genrestukken.
Hij nam regelmatig deel aan de Driejaarlijkse Salons en aan de Wereldtentoonstelling van 1867 in Parijs.

## Musea
- Antwerpen, K.M.S.K.: Salome bespiedt de onthoofding van Johannes de Doper (1873); Vinding van het lijk van Sint-Stefanus
- Brussel, KMSKB